# Gemerské Teplice
Gemerské Teplice ist eine Gemeinde in der Slowakei. Sie entstand 1964 durch den Zusammenschluss der Gemeinden Gemerský Milhosť (ungarisch Migleszpataka) und Jelšavská Teplica (deutsch Teplitz, ungarisch Jolsvatapolca).
Bis 1918 gehörten die Vorgängergemeinden zum Königreich Ungarn und kamen dann zur neu entstandenen Tschechoslowakei. Durch den Ersten Wiener Schiedsspruch kamen sie von 1938 bis 1945 kurzzeitig wieder zu Ungarn.
Im Gemeindeteil Jelšavská Teplica wurde 1813 der slowakische Dichter und Schriftsteller Samo Tomášik geboren.

## Bevölkerung
| Jahr                | 1994 | 2004    | 2014    | 2024    |
| ------------------- | ---- | ------- | ------- | ------- |
| Anzahl der Personen | 370  | 390     | 381     | 370     |
| Unterschied         |      | +5,40 % | −2,30 % | −2,88 % |

| Jahr                | 2023 | 2024    |
| ------------------- | ---- | ------- |
| Anzahl der Personen | 373  | 370     |
| Unterschied         |      | −0,80 % |